# Até Tocar o Céu
Até Tocar o Céu é o sétimo álbum inédito da cantora Eyshila, gravado parcialmente ao vivo e lançado no dia 24 de janeiro de 2007 pela gravadora MK Music. No ano seguinte, ganhou versão em DVD, gravado ao vivo na Praia de Iracema em Fortaleza, Ceará.
A canção titulo foi carro chefe do trabalho, sendo escolhida para representá-lo em todas as rádios do país e ganhando um videoclipe oficial. O álbum contou com a participação da cantora Aline Barros na faixa de número oito, "Tu És Adorado", e foi certificado pela Pró-Música Brasil como Disco de Platina, que denota mais de 125 mil cópias vendidas, enquanto o DVD foi certificado como Disco de Ouro. 
Foi indicado ao Grammy Latino de "Melhor Álbum de Música Cristã em Língua Portuguesa", marcando a segunda indicação da artista ao prêmio máximo da música latina.

## Faixas
1. Jeová Rafá (Salmo 23) (Eyshila)
2. O Deus Que Eu Amo (Eyshila)
3. Deus Se Lembra (Eyshila)
4. Até Tocar o Céu (Eyshila)
5. Deus Está me Ensinando (Eyshila)
6. Com o Teu Fogo (Eyshila)
7. Pela Santidade de Deus (Eyshila)
8. Santo Espírito (Eyshila)
9. Tu és Adorado (part. Aline Barros) (Davi Fernandes e Renato César)
10. Quando Jesus Passar (Eyshila)
11. Tempo de Primeiro Amor (Eyshila)
12. É Santo (Eyshila)
13. Maravilhoso (Eyshila)

## Clipes
- Até Tocar o Céu

## Ficha Técnica
- Produção executiva: MK Music
- Produção musical e arranjos: Rogério Vieira
- Piano, Teclados, Samplers, Sintetizadores, Orquestrações e Loops: Rogério Vieira
- Bateria: Leonardo Reis
- Bateria nas músicas 5, 7 e 9: Márcio Horsth
- Baixo: Rogério dy Castro
- Guitarras e Violões: Sérgio Knust
- Sax: Ângelo Torres
- Backing Vocal: Eyshila, Lilian Azevedo, Joelma Bonfim, Josy Bonfim, Wilian Nascimento, Marquinhos Menezes e Jairo Bonfim
- Participações especiais no backing vocal: Aline Barros e Liz Lanne
- Participação especial na música "Tu és Adorado": Aline Barros
- Gravado e mixado por Edinho Cruz no Yahoo Studio-RJ
- Masterizado no Magic Master por Ricardo Garcia
- Fotos: Sérgio Menezes
- Criação de capa: MK Music